# Кербер, Михаил Леонидович
Михаи́л Леони́дович Ке́рбер (род. 4 июля 1932 года,  Севастополь) — российский, советский химик-органик, доктор химических наук (1983), профессор (1984) кафедры технологии переработки пластмасс факультета химической технологии полимеров Российского химико-технологического университета им. Д.И. Менделеева (РХТУ). Специалист в области физической химии полимеров и композиционных материалов, автор новых полимерных материалов и современных методов их переработки.
Представитель немецко-балтийского духовно-аристократического рода Körber.

## Биография
В год, когда Михаил появился на свет, его отец — авиационный инженер, в будущем крупный специалист в области авиационного оборудования Леонид Львович Кербер работал конструктором Научно-испытательного института связи (НИИС) РККА. Хотя вместе с женой, — переводчицей английской и французской литературы Елизаветой Михайловной Шишмарёвой, — он проживал в Москве, местом рождения их сына оказался Севастополь. В годы репрессий, в мае 1938 года, когда Михаилу не было и шести лет, отец был арестован и по 58 статье УК РСФСР приговорён к 8 годам лагерных работ.
Возможно, вместе с матерью и младшим братом, Михаила ждала незавидная участь члена семьи репрессированных (ЧСИР), но в начале 1940 года усилиями авиаконструктора А. Н. Туполева из Кулойлага Л. Л. Кербер был этапирован обратно в Москву, в авиационную шарагу ЦКБ-29 НКВД. Оставаясь на положении заключённых, сотрудники шараги пользовались рядом привилегий, едва ли не главной из которых была гарантия их близким от преследования. После пересмотра дела, чему способствовала активная деятельность Е.М. Шишмарёвой и ходатайства хорошо знавших Л. Л. Кербера по работе известных лётчиков Г. Ф. Байдукова и В. С. Гризодубовой 5 мая 1941 года  он был освобождён.
С началом Великой Отечественной войны, летом 1941 года в составе ЦКБ-29 семья была эвакуирована в Омск. Она вернулась в Москву только в 1944 году, вместе с ОКБ А. Н. Туполева.
В 1949 году, сразу после окончания средней школы М. Л. Кербер поступил в Московский химико-технологический институт (МХТИ) имени Д. И. Менделеева. Он учился на органическом факультете, который с отличием окончил в 1954 году и по существующей в те годы практике был направлен в НИИ пластмасс МХП, руководимый в те годы М. С. Акутиным. Здесь в лаборатории В. Н. Котрелёва М. Л. Кербер четыре года работал младшим научным сотрудником, занимаясь изучением свойств новых полимеров и созданием технологий их применения. В частности, на основе эпоксидных олигомеров Михаилом Леонидовичем разрабатывались корпуса аккумуляторных батарей для подводных лодок. В эти же годы в рамках советской ядерной программы М. Л. Кербер принимал участие в создании полимерных поглощающих материалов для ядерных реакторов.
В 1958 году М. Л. Кербер поступил в аспирантуру МХТИ  на кафедру технологии высокомолекулярных соединений профессора И. П. Лосева, где под руководством доцента О. Я. Федотовой одним из первых в СССР занялся исследованиями, направленными на получение и изучение свойств синтетических полиамидов.
Диссертация «Синтез и исследование ароматических и арилалифатических полиамидов» на учёную степень кандидата технических наук была защищена Михаилом Леонидовичем в 1962 году и стала одной из первых работ, послуживших основой создания технологии синтеза этих продуктов в СССР. В том же году, с окончанием аспирантуры он вернулся в НИИ пластмасс, где продолжил исследования по оборонной тематике. В 1963 году М. Л. Кербер занял должность сначала старшего научного сотрудника института, а затем   и.о. заведующего отделом. Однако он не порвал связи и с кафедрой в МХТИ, где по предложению своего недавнего руководителя О. Я. Федотовой читал студентам курс лекций по переработке пластмасс.
Ещё в 1960 году директором НИИ пластмасс М. С. Акутиным в МХТИ была организована кафедра технологии переработки и применения полимеров (кафедра переработки пластмасс), которую он возглавлял более 25 лет. В 1965 году Модест Сергеевич пригласил М.Л Кербера участвовать в конкурсе на должность доцента своей кафедры.
Михаил Леонидович пришёл на кафедру, когда её коллектив только складывался. За короткий период М. Л. Кербер подготовил программу и начал читать курс лекций по физической химии полимеров. Одновременно, занимаясь в течение ряда лет обширной научной деятельностью, он подготовил и в 1983 году защитил докторскую диссертацию на  тему «Разработка физико-химических основ эффективных методов получения композиционных материалов». В 1984 году М. Л. Кербер был избран профессором своей кафедры, заняв должность заместителя заведующего по научной работе.
В эти годы он начал чтение двух новых лекционных курсов: «Физико-химические основы переработки полимеров», а несколько позже и «Экологические аспекты производства, переработки и применения полимеров». В научном плане М. Л. Кербер продолжил заниматься разработкой новых видов полимерных материалов, модификацией полимеров в процессе переработки, созданием научных основ эффективных технологических процессов на базе изучения физикохимии переработки полимеров, а также экологическими аспектами переработки и применения пластмасс.
В своих научных исследованиях М.Л. Кербер и его ученики активно сотрудничают с ведущими химическими центрами страны – институтами РАН (ИХФ им. Н.Н. Семёнова, ИНЭОС, ИНХС им. А.В. Топчиева, ИОХ, ИБХФ им. Н.М. Эмануэля), МГУ им. М.В. Ломоносова, отраслевыми институтами и фирмами, возникшими на их базе (НИИПМ, НПО «Пластик», НПО «Пластполимер»), а также университетом г. Ульм (ФРГ) и институтом полимерных материалов г. Мерзебург (ФРГ). В рамках международного сотрудничества М. Л. Кербер неоднократно выезжал с научными докладами и лекциями в США, Венгрию, Германию, Швейцарию, Болгарию.

## Научный вклад
- Начиная с семидесятых годов XX века, М. Л. Кербер изучал влияние особенностей структуры и релаксационного поведения различных полимеров на их характеристики, что позволило разработать технологию получения композиционных материалов с заданными свойствами. В частности, в комплексе работ, посвящённых данной тематике, им было установлено, что введение небольших добавок олигомеров или некоторых других полимеров эффективно повышал скорость релаксационных процессов. Это позволяло избежать усадки отформованных изделий из пластмасс и обеспечить стабильность их эксплуатационных свойств. Тем самым в работах (1975 – 1985 гг.), выполненных под руководством М. Л. Кербера [6; 8-11], впервые показана возможность направленного регулирования свойств полимерных композиционных материалов за счёт изменения релаксационных характеристик полимерной матрицы. По этой проблеме были защищены диссертации учеников Михаила Леонидовича: Динеш Чанд Гоел (1977); Л. П. Садовая (1977); В. А. Злобина (1979).
- М.Л.Кербером установлена решающая роль остаточных напряжений в формировании свойств полимерных композиционных материалов. На основании изучения физико-химических процессов на поверхности раздела матрица — наполнитель им были предложены пути повышения адгезионной прочности полимерной матрицы путём введения в неё волокон-наполнителей различной природы, что открыло новые возможности формирования заданных свойств получаемых материалов [12-15]. Диссертация по этой тематике была защищена Т. В. Бранцевой в 2003 году.
- Для модификации эпоксидных олигомерных связующих, вместе с своими сотрудниками М. Л. Кербер впервые предложил использовать термостойкие термопласты – поликарбонат, полисульфон, полиамидоимид, полиариленэфиры и др. Использование этих модификаторов позволило существенно повысить теплостойкость и прочностные характеристики композитов, в первую очередь их ударную вязкость и трещиностойкость без ухудшения технологических свойств.

Полученные результаты нашли отражение в диссертационных работах М. В. Шустова, С. И. Казакова и в ряде публикаций [16-21], а предложенные технологические подходы позволили (совместно с сотрудниками ИХФ РАН) создать полимерные связующие с повышенной трещиностойкостью. Они нашли применение в ракетно-космической технике, автомобильной и авиационной промышленности.
- Значительный интерес представляют результаты работ М. Л. Кербера, посвящённые разработке путей переработки термостойких термопластов — полиарилатов, поливинилциклогексана, поли-3-метилбутена-1 и др. Использование разработанных им и его сотрудниками подходов к регулированию релаксационных характеристик термопластов позволило внести минимальные изменения в традиционные методы переработки этих полимеров в изделия, позволяющие при этом обеспечить высокие прочностные и прочие эксплуатационные характеристики готовых изделий [22]. Это направление нашло отражение в диссертационных работах В. В. Коновалова и Л. Ю. Огрель.
- Теоретические и экспериментальные исследования поведения термопластичных полимеров в условиях воздействия высоких давлений, проведённые под руководством М. Л. Кербера (в частности, диссертации Г. С. Баронина, Ю. М. Радько, Г. Н. Самохвалова), позволили разработать ряд новых технологических процессов формования изделий в твердой фазе, обеспечивающих значительное повышение эксплуатационных характеристик получаемых изделий, а также снижение материальных и энергетических затрат при их производстве [24-29].

Результаты названных исследований представлены в коллективных монографиях «Переработка полимеров в твердой фазе» (2002) и «Переработка полимеров и композитов в твердой фазе» (2009).
- Ряд работ, выполненных под руководством М.Л. Кербера, посвящён поиску решения экологических проблем, возникающих при получении и переработке полимерных материалов. В частности, с целью исключения из технологических процессов токсичных органических растворителей, на основе нескольких видов крупнотоннажных полимеров были разработаны рецептуры специальных сухих порошкообразных связующих. При этом удалось определить оптимальные условия получения связующих порошков с различными характеристиками, а также разработать режимы промышленного производства на их основе новых прессматериалов и листовых стеклопластиков (диссертационные работы И. Р. Александровича (1977), Ю. М. Демидова (1985)).

Разработанные связующие порошки и метод получения на их основе стеклопластиков путём электростатического осаждения порошка из псевдоожиженного слоя впервые были реализованы в промышленном масштабе на заводах «Тбилэлектроизолит» в Тбилиси (Грузия) и «Азеризолит» в Мингечауре (Азербайджан) (1983). На основе полиимидов с использованием плавких порошкообразных фторопластов была внедрена технологии получения оплётки плоских высокотермостойких проводов (диссертационная работа Н. С. Озерова (1983)), реализованная в НПО «Пластик» (Москва). При этом, помимо существенного ограничения вредных выбросов в атмосферу, удалось значительно снизить себестоимость выпускаемой предприятиями продукции [32-34].
- Накануне 2000-х годов сфера научной деятельности М.Л. Кербера была расширена за счёт ряда направлений. Так, принципиально новые результаты были получены при разработке широкой гаммы функциональных материалов на основе сверхвысокомолекулярных полимеров с использованием гель-технологии [35-37]. При этом оказалось возможным вводить в полимерную матрицу, обеспечивающую прочность изделия, до 90% наполнителя, с приданием материалу спектра таких дополнительных целевых свойств, как защита от электромагнитного излучения и высокая адсорбционная способность. Диссертации по этой теме были защищены учениками Михаила Леонидовича: И. Н. Пономарёва (1995) и О. А. Лапшова (1997). Полученные материалы нашли применение в челюстно-лицевом протезировании, в рентгенотехнике, в процессах экстракции, в качестве селективных сорбентов и пр. Кроме того, при активном участии М. Л. Кербера были разработаны материалы и технология получения нового поколения сердечных клапанов, характеризующихся пониженным тромбообразованием. (Гран-При Всероссийского конкурса инновационных проектов, 2007 год).
- М. Л. Кербер причастен к созданию нового направления в химии пластмасс – модификации структуры и свойств полимеров наночастицами. Проведённые им и его сотрудниками исследования позволили предложить механизм фазового взаимодействия между полимерной матрицей и наночастицами для эффективного использования нанонаполненных композитов и получить современные высокоэффективные связующие для композиционных материалов с высокими прочностью и ударной вязкостью, а также стойкостью к воздействию повышенных температур [38-41].

## Ученики
Профессор М. Л. Кербер принимал участие в выпуске более полутора тысяч инженеров и лично руководил подготовкой 160 дипломных работ. Под руководством М. Л. Кербера выполнено около 90 кандидатских диссертаций; он являлся научным консультантом ряда докторских диссертаций. Многие из бывших аспирантов Михаила Леонидовича выросли в известных учёных, руководителей различных научных учреждений и промышленных предприятий. Среди них: 
- И. Ю. Горбунова[6], д.х.н, профессор РХТУ им. Д.И. Менделеева;
- Г. С. Баронин[7], д.т.н, профессор Тамбовского технического университета;
- Л. Ю. Матвеева (Огрель)[8], д.х.н, учёный секретарь (СПб)ВНИИСК, профессор СПбГАСУ;
- Г. В. Малышева[9], д.т.н, профессор МВТУ им. Баумана;
- И. Р. Александрович[10], к.т.н., директор российского подразделения компании Тиги-Кнауф.

## Общественная деятельность
- На протяжении многих лет М. Л. Кербер  избирался заместителем председателя секции пластмасс Центрального правления и Московского отделения Всесоюзного (позже Российского) химического общества  им. Д. И. Менделеева[11];
- Входил в число организаторов многих конференций, семинаров, курсов повышения квалификации специалистов по переработке пластмасс;
- Избирался членом Учёных и диссертационных советов РХТУ (МХТИ) им. Д.И. Менделеева и Московского государственного университета дизайна и технологии (МГУДТ);
- Является членом редколлегии журнала «Пластические массы»[12];
- Член Реологического общества им. Г.В. Виноградова;
- Член Международной академии наук экологии, безопасности человека и природы[13];
- Принимал участие в подготовке "Энциклопедии полимеров", энциклопедии "Машиностроение".

## Награды
- «Почётный химик СССР»;
- «Почётный работник высшего профессионального образования»;
- «Почётный авиастроитель»;
- Лауреат премии «Соросовский профессор»[5];
- Лауреат премии им. Г.В. Виноградова за весомый вклад в развитие реологии термореактивных полимеров и композитов на их основе (2012).

## Некоторые научные труды
Профессор М. Л. Кербер является автором свыше 76 патентов и авторских свидетельств, им опубликовано около 500 работ, среди которых 8 книг и около 10 учебно-методических пособий. 
1. Кербер М. Л., Лосев И. П., Федотова О. Я. О синтезе омега-омега-диамино-п-ксилола и полиамидов на его основе. — Журнал общей химии. — 1956. — Т. 26. — С. 548. — ISBN 0044-460X.
2. Кербер М. Л. Синтез и исследование ароматических и арилалифатических полиамидов : Автореферат дис. на соискание ученой степени кандидата технических наук / М-во высш. и сред. спец. образования РСФСР. Моск. ордена Ленина хим.-технол. ин-т им. Д.И. Менделеева. — М., 1962. — 12 с.
3. Кербер М. Л. Современные методы переработки полимерных материалов / Всесоюз. о-во "Знание". Науч.-метод. совет по пропаганде хим. знаний. Моск. хим.-технол. ин-т им. Д.И. Менделеева. — М.: Знание, 1969. — 10 с.
4. Кербер М. Л. Методы синтеза и свойства ароматических простых и сложных полиэфиров / Науч. совет по высокомолекулярным соединениям при Отд-нии общей и техн. химии АН СССР. Науч. совет по теплостойким синтет. материалам при Президиуме АН СССР. Ин-т механики металлополимерных систем АН БССР. Ин-т элементоорган. соединений АН СССР. - Препринт. — М., 1972. — 23 с.
5. Кербер М. Л. Разработка физико-химических основ эффективных методов получения композиционных материалов : Автореф. дис. на соиск. учен. степ. д. х. н.. — М., 1981. — 34 с.
6. Кербер М. Л., Лебедева Е. Д., Гладилин М. П. и др. Особенности свойств материалов на основе полиэтилена, модифицированных малыми добавками других полимеров и олигомеров // в сборнике «Получение и свойства модифицированных аморфно-кристаллических полимеров». — Л., 1986. — С. 139-154.
7. Горбаткина Ю. А., Иванова-Мумжиева В. Г., Кербер М. Л. Адгезия смесей полисульфон жидкокристаллический полимер к волокнам. — Механика композитных материалов и конструкций. — 1997 № 4. — Т. 33. — С. 433-442.
8. Соголова Т. И., Цванкин Д. Я., Кербер М. Л., Муджири Б. Г., Акутин М. С. Модифицирование надмолекулярной структуры и свойств полиэтилена термоэластопластами. — Высокомолекулярные соединения. — 1975. — Т. 17 (А). — С. 2505-2511.
9. Кербер М. Л., Звонкова Е. М., Левин В. Ю., Квачев Ю. П. Влияние олигомерных добавок на релаксационные переходы в поликарбонате. — Высокомолекулярные соединения. — 1983, № 9. — Т. 26 (А). — С. 714-717.
10. Кербер М. Л., Свиридова Е. А., Слонимский Г. Л., Акутин М. С., Лебедева Е. Л. Исследование релаксационных процессов в модифицированном полиэтилене низкой плотности. — Высокомолекулярные соединения. — 1984, № 5. — Т. 26 (Б). — С. 388-391.
11. Гольдберг В. М., Кербер М. Л., Свиридова Е. А., Паверман Н. Г. Механо-инициированная деструкция при экструзии полиэтилена. — Доклады Академии Наук. — 1985, № 5. — Т. 280. — С. 1172.
12. Кербер М. Л., Шарковский В. А., Акутин М. С. Исследование остаточных напряжений в пограничном слое карбамидный олигомер-стекло. — Механика полимеров. — 1974, № 34. — С. 623.
13. Кербер М. Л., Валецкая Н. Я., Кравченко Т. П., Ткачёва В. С., Акутин М. С. Изучение особенностей армирования термопластов синтетическими волокнами. — Механика полимеров. — 1978, № 2. — С. 231.
14. Кербер М. Л., Кольцова Т. Я., Гладилин М. И. Измерение остаточных напряжений в клеевых соединениях в области низких температур. — Заводская лаборатория. — 1981, № 4. — Т. 47. — С. 82.
15. Древаль В. Е., Кербер М. Л., Цидвинцева М. Н., Борисенкова В. К. Реологические и деформационно-прочностные свойства полиэтилена, содержащего волокнообразные и дисперсные наполнители. — Механика композиционных материалов. — 1987, № 3. — С. 505.
16. Горбаткина Ю. А., Кравченко Т. П., Кербер М. Л., Салазкин С. Н., Калаев Д. В., Шапошникова Л. С. Адгезия биполимерных матриц к волокнам. — Высокомолекулярные соединения. — 2003, № 5. — Т. 45 (А). — С. 779.
17. Чалых А. Е., Герасимов В. К., Кербер М. Л., Горбаткина Ю. А., Бранцева Т. В. Совместимость и эволюция фазовой структуры смесей полисульфон-отвержденный эпоксидный олигомер. — Высокомолекулярные соединения. — 2003, № 7. — Т. 45 (А). — С. 1148.
18. Волков А. С., Горбунова И. Ю., Салазкин С. Н., Кербер М. Л., Шапошникова В. В., Горбаткина Ю. А. Влияние полиариленэфиркетонов различного химического строения на адгезионные свойства эпоксиаминного связующего. — Высокомолекулярные соединения. — 2007, № 5. — Т. 49 (А). — С. 843-850.
19. Горбунова И. Ю., Кербер М. Л., Шустов М. В. Влияние термопластичных модификаторов на свойства и процесс отверждения эпоксидных полимеров. — Инженерно-физический журнал. — 2003, № 3. — Т. 76. — С. 84-88.
20. Brantceva T. V., Gorbatkina Yu. A., Kerber M. L., Dutschk V., Grundke K. D. Modification of epoxy resin by polysulfone.I.Studieof processing during matrix-glassfibre interface formation. — Journal of Adhesion Science and Technology. — 2003, № 15. — Т. 17. — С. 2047.
21. Brantceva T. V., Gorbatkina Yu. A., Kerber M. L., Mader E., Dutschk V. Modification of epoxy resin by polysulfone. II. Adhesion of the epoxy-poly sulfone matrices to glass fibre. — Journal of Adhesion Science and Technology. — 2004, № 11. — Т. 18. — С. 1293.
22. Кербер М. Л., Горбаткина Ю. А., Горбунова И. Ю., Иванова-Мумжиева В. Г., Зюкин С. В. Адгезионные свойства композиций на основе эпоксидной смолы, модифицированной полиэфиримидом или полисульфоном. — Механика композиционных материалов и конструкций. — 2014, № 2. — Т. 20. — С. 207.
23. Коршак В. В., Кербер М. Л., Будницкий Ю. М., Валецкий П. М., Коновалов В. В. Переработка термостойких полиэфиров – полиарилатов. — Пластмассы. — 1973, № 10. — С. 54.
24. Кербер М. Л., Хайретдинов Ф. Н. Жидкокристаллическое состояние и жидкокристаллические полимеры : Учеб. пособие / М-во образования Рос. Федерации, Рос. хим.-технол. ун-т им. Д.И. Менделеева.. — М.: РХТУ, 2002. — 39 с.
25. Баронин Г. С., Кербер М. Л., Минкин Е. В., Радько Ю. М. Переработка полимеров в твердой фазе : Физ.-хим. основы. — М.: Машиностроение-1, 2002. — 319 с.
26. Баронин Г. С., Кербер М. Л., Будницкий Ю. М., Валецкий П. М., Коновалов В. В. Закономерности формирования структуры, свойств и оптимальных условий переработки методами пластического деформирования. — Химическая промышленность. — 2002, № 1. — С. 13.
27. Баронин Г. С., Кербер М. Л. Твердофазное экструдирование полимерных сплавов. — Химическая промышленность. — 2002, № 3. — С. 27.
28. Самохвалов Г. В., Кербер М. Л., Баронин Г. С. Твердофазная объемная штамповка. — Химическая промышленность. — 2002, № 8. — С. 24.
29. Баронин Г. С., Минкин Е. В., Кербер М. Л., Радько Ю. М. Переработка полимеров и композиционных материалов в твердой фазе. — Изд-во ТГТУ. — Тамбов, 2009. — 190 с.
30. Баронин Г. С., Кербер М. Л., Минкин Е. В., Беляев П. С. Переработка полимеров в твердой фазе : учебное пособие для студентов высших учебных заведений, обучающихся по специальности "Машины и аппараты химических производств" / М-во образования и науки Рос. Федерации, Гос. образоват. учреждение высш. проф. образования "Тамб. гос. техн. ун-т". — Тамбов: Изд-во ТГТУ, 2005. — 86 с.
31. Кербер М. Л., Малкин А. Я. Изделия из пластмасс. — М.: Радиопласт, 1992. — 200 с.
32. Александрович И. Р., Виноградов Г. В., Кербер М. Л., Яновский Ю. Г. Новый метод оценки отверждения термореактивных олигомеров. — Заводская лаборатория. — 1978, № 12. — Т. 44. — С. 978.
33. Александрович И. Р., Кербер М. Л., Акутин М. С., Мгалоблишвили Ю. В. Стеклотекстолит на основе легированных порошкообразных связующих. — Пласмассы. — 1979, № 4. — С. 32.
34. Демидов Ю. М., Кербер М. Л., Яновский Ю. Г., Киселев Б. А., Виноградов Г. В. Влияние температурных режимов отверждения на структуру и свойства полиамидоимидов. — Пласмассы. — 1983, № 10. — С. 31.
35. Озеров Н. С., Кербер М. Л., Акутин М. С. Использование электростатического поля для изготовления полиимидно-фторолоновых пленок. — Пласмассы. — 1991, № 4. — С. 11.
36. Пономарев И. Н., Лапшова О. А., Кербер М. Л., Гриненко Е. С., Дубинский М. Б. Физико-химические свойства гелей наполненного СВМПЭ. — Высокомолекулярные соединения. — 1996, № 6. — Т. 38 (Б). — С. 1334.
37. Пономарев И. Н., Кербер М. Л., Лапшова О. А., Дубинский М. Б. Реологические свойства наполненных систем на основе СВМПЭ. — Высокомолекулярные соединения. — 2002, № 2. — Т. 44. — С. 282.
38. Lapshova O. A., Kerber M. L., Ponomarev I. N., Grinenko E.S. Highly filled materials based on ultra-high molecular weight polyethyiene / Abstracts of 5 World Congress on Chemical Engineering. — San Diego, 1996.
39. Ахматова О. В., Горбаткина Ю. Ф., Кербер М. Л., Горбунова И. Ю. Влияние наноразмерных частиц глины и термопластичного модификатора на адгезионную прочность. — Пластмассы. — 2012, № 10. — С. 31.
40. Бранцева Т. В., Горбунова И. Ю., Кербер М. Л., Антонов С. В., Ильин С. О. Изучение структуры и адгезионных свойств эпокси-силикатных композитов. — Механика композиционных материалов. — 2014, № 5. — Т. 50. — С. 661.
41. Ilyin S. O., Brantceva T. V., Antonov S. V., Kerber M. L., Gorbunova I. Yu. Rheological and adhesive properties/ Part I/ Characterization of composites with natural and organically modified montmorillonites. — International journal of adhesion and adhesives. — 2015. — Т. 61. — С. 127.
42. Gorbunova I. Yu., Antonov S. V., Kerber M. L., Brantceva T. V., Korolev I. M. Rheological and adhesive properties/ Part II/ Characterization of composites with natural and organically modified montmorillonites. — International journal of adhesion and adhesives. — 2016. — Т. 68. — С. 248.
43. Malkin A., Gorbunova I., Kerber M. Comparison of Four Methods for Monitoring the kinetics of Curing of a Phenolic Resin. — Polymer Engineering and Science. — 2005, № 1. — С. 95-102.
44. Крыжановский В. К., Кербер М. Л., Бурлов В. В., Паниматченко А. Д. Производство изделий из полимерных материалов : учебное пособие для студентов высших учебных заведений, обучающихся по специальности 240502 "Технология переработки пластических масс и эластомеров". — СПб.: Профессия, 2008. — 460 с.
45. Кербер М. Л., Буканов А.М., Вольфсон С. И. и др. Физические и химические процессы при переработке полимеров. — Научные основы и технологии. — СПб., 2013. — 360 с. — ISBN 978-5-91703-032-6.
46. Кербер М. Л., Головкин Г.С., Горбаткина Ю.А. и др. Полимерные композиционные материалы: структура, свойства, технология : учебное пособие для студентов высших учебных заведений, обучающихся по специальности "Технология переработки пластических масс и эластомеров" / под общ. ред. Берлина А. А.. — СПб.: Профессия, 2008. — 557 с. — ISBN 978-5-93913-130-8.
47. Gorbunova, I. Yu. Regularities of rheological behaviour of modified polyolefines / I. Yu. Gorbunova, M. L. Kerber, S. J. Vladimirova // Conf. of polymer processing Europe/Africa Region Meet. — Goteborg, Sweden, 1997. — Т. 4. — С. 3.

## Увлечения
Альпинизм и парусный спорт.